# Wasilij Czapajew

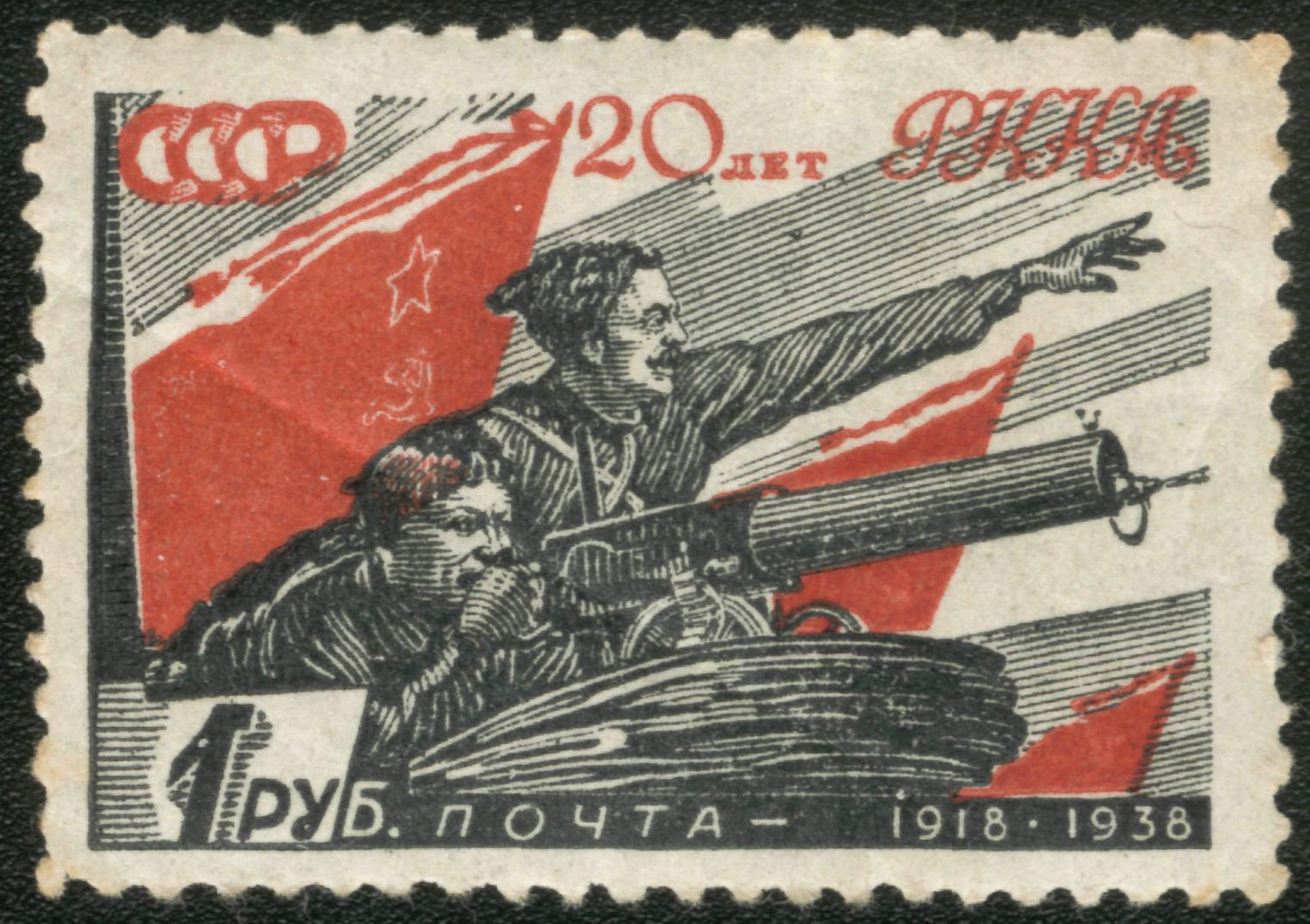
Znaczek pocztowy z wizerunkiem Czapajewa z 1938 roku

Wasilij Iwanowicz Czapajew, ros. Василий Иванович Чапаев (ur. 16 stycznia?/28 stycznia 1887 we wsi Budajki koło Czeboksar, zm. 5 września 1919 w Łbiszczeńsku) – rosyjski i radziecki wojskowy, dowódca dywizji, bohater wojny domowej.

## Życiorys
Urodzony we wsi Budajki w powiecie czeboksarskim (obecnie na terenie miasta Czeboksary) w rodzinie chłopskiej. Po przeprowadzce rodziny do wsi (obecnie miasto) Bałakowo uczył się w szkole parafialnej, ale nie ukończył pełnego kursu. Już w wieku dziecięcym pracował jako służący i praktykant u kupców i rzemieślników, następnie wraz z ojcem i starszymi braćmi podjął się pracy jako cieśla nad Wołgą. Ożenił się, wbrew woli rodziców obydwu stron, z córką prawosławnego księdza, z którą miał dwóch synów i córkę.
Wraz z wybuchem I wojny światowej został powołany do carskiego wojska i przeszedł kurs w szkole podoficerskiej. Doszedł do stopnia starszego sierżanta. Po odniesieniu ciężkiej rany służył w pułku rezerwy w Nikołajewsku, latem 1917 wstąpił do partii bolszewickiej, a na Zjeździe Delegatów Żołnierskich w Kazaniu został mianowany dowódcą swojego pułku. Po rewolucji październikowej został organizatorem oddziałów Czerwonej Gwardii w ujeździe mikołajewskim, dowódcą pułku, brygady, a następnie dywizji Armii Czerwonej. Walczył z Kozakami uralskimi i czeskimi legionistami. Został wysłany jako student pierwszego naboru do Akademii Sztabu Generalnego Armii Czerwonej, opuścił ją jednak bez pozwolenia, nie mogąc poradzić sobie z trudnościami w nauce. Został mianowany dowódcą 25 Dywizji Piechoty i wyróżnił się podczas zdobywania Ufy. Kawaler Orderu Czerwonego Sztandaru. Zginął 5 września 1919 roku podczas ataku Kozaków uralskich na kwaterę główną 25 Dywizji w mieście Łbiszczensk (przemianowanym w 1939 na Czapajewo).

## Upamiętnienie
Nazwisko Czapajewa stało się powszechnie znane i popularne w całym Związku Radzieckim po wydaniu w 1923 roku powieści Czapajew Dmitrija Furmanowa, który pełnił funkcję komisarza w jego dywizji, oraz po ukazaniu się filmu o tym samym tytule autorstwa braci Wasiljewów w 1934. W wyniku ogólnokrajowej popularności książki i filmu, imię Czapajewa nadano wielu miejscowościom (w tym miastu Czapajewsk), ulicom, okrętom bojowym, statkom cywilnym, tytułom pieśni patriotycznych a podczas II wojny światowej imię Czapajewa przybrały liczne oddziały partyzanckie.
Pomimo tego, że w pracach współczesnych historyków i publicystów rolę Czapajewa w wojnie domowej powszechnie uznano za przesadnie wyeksponowaną, nadal pozostaje on jednym z najsłynniejszych czerwonych dowódców tamtej epoki oraz bohaterem wielu nowych filmów, seriali telewizyjnych i książek, m.in. pisarzy takich jak Wiktor Pielewin, Zachar Prilepin, czy Eduard Wołodarski. Niezliczone anegdoty o Czapajewie, których bohaterami są także inni bohaterowie książki i filmu: Wasilij Iwanowicz, Furmanow, sanitariusz Pietka i Anka-puliemiotczica, były i do dziś pozostają bardzo popularne w krajach byłego Związku Radzieckiego.

## Odznaczenia

### Rosja Radziecka
- Order Czerwonego Sztandaru – 1919[3]

### Imperium Rosyjskie
- Krzyż Świętego Jerzego II, III i IV stopnia
- Medal Świętego Jerzego IV stopnia